# أرتور بروكوب
أرتور بروكوب (بالبولندية: Artur Prokop)‏ هو لاعب كرة قدم بولندي في مركز الوسط، ولد في 18 ديسمبر 1972 في تارنوف في بولندا. لعب مع بييلسكو بياوا وغورنيك زابجه ونيتشيتشا وهوتنيك نوفا هوتا.